# Springdale, Arkansas
Springdale är en stad i Washington County i delstaten Arkansas, USA med 66 881 invånare (2007).